# Marcos Gomes (Rennfahrer)
Marcos Giffoni de Melo Gomes (* 26. Juli 1984 in Ribeirão Preto) ist ein brasilianischer Autorennfahrer.

## Karriere als Rennfahrer
Marcos Gomes, Sohn des Vierfachchampions Paulo Gomes, war viele Jahre in der Stock Car Brasil, der brasilianischen Tourenwagen-Meisterschaft, aktiv. Neben dem Gesamtsieg in der Light-Serie 2006 war der Meisterschaftserfolg 2015 sein größter Erfolg im Motorsport. 2015 starteten in dieser Rennserie unter anderen die bekannten brasilianischen Rennfahrer Rubens Barrichello, Daniel Serra, Max Wilson, Ricardo Zonta, Antonio Pizzonia, Luciano Burti und Raphael Matos.
Marcos Gomes, der in den frühen Jahren seiner Karriere auch Monopostorennen bestritt, fuhr ab 2018 verstärkt internationale GT-Rennen. Er engagierte sich in der European Le Mans Series sowie der FIA-Langstrecken-Weltmeisterschaft und gewann 2020 die GT-Wertung der Asian Le Mans Series. Sein Le-Mans-Debüt endete 2020 mit einem Ausfall nach einem Unfall.

## Statistik

### Le-Mans-Ergebnisse
| Jahr | Team                | Fahrzeug                 | Teamkollege     | Teamkollege   | Platzierung | Ausfallgrund |
| ---- | ------------------- | ------------------------ | --------------- | ------------- | ----------- | ------------ |
| 2020 | HubAuto Racing      | Ferrari 488 GTE Evo      | Morris Chen     | Tom Blomqvist | Ausfall     | Unfall       |
| 2021 | Aston Martin Racing | Aston Martin Vantage AMR | Paul Dalla Lana | Nicki Thiim   | Ausfall     | Unfall       |

### Einzelergebnisse in der FIA-Langstrecken-Weltmeisterschaft
| Saison  | Team                | Rennwagen                | 1   | 2   | 3   | 4   | 5   | 6   | 7   | 8   |
| ------- | ------------------- | ------------------------ | --- | --- | --- | --- | --- | --- | --- | --- |
| 2019/20 | HubAuto Racing      | Ferrari 488 GTE          | SIL | FUJ | SHA | BAH | AUS | SPA | LEM | BAH |
| 2019/20 | HubAuto Racing      | Ferrari 488 GTE          |     |     |     | DNF |     |     |     |     |
| 2021    | Aston Martin Racing | Aston Martin Vantage AMR | SPA | POR | MON | LEM | BAH | BAH |     |     |
| 2021    | Aston Martin Racing | Aston Martin Vantage AMR | 25  | 21  | 20  | DNF | 20  | 29  |     |     |